# Nicolás Laprovíttola
Nicolás Laprovíttola (Morón, 31 gennaio 1990) è un cestista argentino.

## Statistiche

### NBA

#### Regular Season
| Anno      | Squadra           | PG | PT | MP  | TC%  | 3P%  | TL% | RP  | AP  | PRP | SP  | PP  |
| --------- | ----------------- | -- | -- | --- | ---- | ---- | --- | --- | --- | --- | --- | --- |
| 2016-2017 | San Antonio Spurs | 18 | 3  | 9,7 | 42,6 | 37,0 | 100 | 0,6 | 1,6 | 0,2 | 0,1 | 3,3 |
| Carriera  | Carriera          | 18 | 3  | 9,7 | 42,6 | 37,0 | 100 | 0,6 | 1,6 | 0,2 | 0,1 | 3,3 |

### Eurolega
| Anno      | Squadra        | PG  | PT  | MP   | TC%  | 3P%  | TL%  | RP  | AP  | PRP | SP  | PP   |
| --------- | -------------- | --- | --- | ---- | ---- | ---- | ---- | --- | --- | --- | --- | ---- |
| 2016-2017 | Saski Baskonia | 14  | 0   | 9,2  | 26,5 | 22,6 | 83,3 | 0,9 | 2,2 | 0,3 | 0,0 | 2,7  |
| 2019-2020 | Real Madrid    | 23  | 0   | 13,5 | 41,8 | 28,3 | 86,7 | 1,4 | 3,0 | 0,3 | 0,0 | 5,0  |
| 2020-2021 | Real Madrid    | 34  | 13  | 17,6 | 38,0 | 34,7 | 86,8 | 1,6 | 3,8 | 0,7 | 0,0 | 6,8  |
| 2021-2022 | Barcellona     | 38  | 28  | 20,4 | 47,7 | 44,0 | 88,2 | 1,8 | 3,1 | 0,7 | 0,0 | 9,6  |
| 2022-2023 | Barcellona     | 39  | 39  | 23,7 | 43,8 | 41,8 | 86,8 | 2,2 | 4,6 | 0,7 | 0,0 | 10,4 |
| 2023-2024 | Barcellona     | 33  | 26  | 22,7 | 45,0 | 38,8 | 77,9 | 2,0 | 4,8 | 0,5 | 0,0 | 12,3 |
| Carriera  | Carriera       | 181 | 106 | 19,3 | 43,2 | 38,7 | 84,9 | 1,8 | 3,8 | 0,6 | 0,0 | 8,6  |

## Palmarès

### Squadra
- Copa del Rey: 2

Real Madrid: 2020
Barcellona: 2022
- Coppa Intercontinentale: 1

Flamengo: 2014
- Supercoppa spagnola: 2

Real Madrid: 2019, 2020
- Campionato spagnolo: 1

Barcellona: 2022-23
- Liga catalana: 3

Barcellona: 2022, 2023, 2024

### Individuale
- MVP Coppa Intercontinentale: 1

Flamengo: 2014
- Liga ACB MVP: 1

Joventut Badalona: 2018-2019